# Читунгвиза
Читунгвиза е град в Зимбабве, област Източен Машоналенд.
Намира се на около 30 км южно от столицата Хараре в североизточната част на страната. Има население от 321 782 жители (2002). Основан е през 1978 г.